# Pパラダイス
『Pパラダイス』（ピーパラダイス）は、2008年2月5日（4日深夜）からRKB毎日放送で月曜25時台に放送されていたパチンコ・パチスロ番組。2008年1月28日まで同局で放送されていた『P-LIFE』のリニューアル版である。2017年11月7日（6日深夜）に放送500回を突破した。
従来は、福岡県内のパチンコ・パチスロチェーン店「P-ZONE」において公開収録を行っていたが、P-ZONEを運営する（株）パラダイスが2017年10月31日をもって福岡県内全4店舗を含む大半の店舗（長崎県佐世保市の「P-ZONEスーパースロット大塔店」を除く）の営業を取りやめ、（株）NEXUSに店舗と事業を売却したため、2017年12月5日（4日深夜）の放送分より、新たにNEXUSが運営する「Super D'STATION」及び「D'STATION」の店舗紹介と実践を行う内容に変更されていた。
尚、旧P-ZONEの福岡県内全4店舗はNEXUSの店舗ブランドである「Super D'STATION」及び「D'STATION」にブランド名を変更（旧東福岡店のみ、「福岡本店」と店舗名変更）し、12月以降順次オープン予定である。 
当番組のスポンサーも、（株）パラダイス（「P-ZONE」及び、完全子会社（株）イレブンの運営する「ザ・パラダイスホテルズ」）から、（株）NEXUSが引き継いだ。
尚、2017年11月中は公開収録を中止して番組を継続し、番組中のP-ZONE各店舗の紹介はザ・パラダイスホテルズのホテル2店舗の紹介に変更されていた。

## 出演者

### 番組終了前までの出演者
- 矢野ペペ（パラシュート部隊）
- 山下正行（おりがみ）
- 寺崎由希子
- 馬郡沙奈（Pパラガール）

### 過去の出演者
- 木村ヤスエ
- 辻ゆりえ
- 海里
- 桜井遥香
- 詩織
- 中島愛（Pパラガール）
- 小跡実波（Pパラガール）